# 2015
- Wikisource

| Calendário gregoriano                                                        | 2015 MMXV                            |
| Ab urbe condita                                                              | 2768                                 |
| Calendário arménio                                                           | 1465 – 1466                          |
| Calendário bahá'í                                                            | 171 – 172                            |
| Calendário budista                                                           | 2559                                 |
| Calendário chinês                                                            | 4711 – 4712 Início a 19 de fevereiro |
| Calendário copta                                                             | 1731 – 1732                          |
| Calendário etíope                                                            | 2007 – 2008                          |
| Calendários hindus - Vikram Samvat - Calendário nacional indiano - Cáli Iuga | 2070 – 2071 1936 – 1937 5115 – 5116  |
| Calendário Holoceno                                                          | 12015                                |
| Calendário islâmico                                                          | 1437 – 1438                          |
| Calendário judaico                                                           | 5775 – 5776 Início a 14 de setembro  |
| Calendário persa                                                             | 1393 – 1394 Início a 21 de março     |
| Calendário rúnico                                                            | 2265                                 |
| Calendário solar tailandês                                                   | 2558                                 |

2015 (MMXV, na numeração romana) foi um ano comum do século XXI que começou numa quinta-feira, segundo o calendário gregoriano. A sua letra dominical foi D. A terça-feira de Carnaval ocorreu a 17 de fevereiro e o domingo de Páscoa a 5 de abril. Segundo o horóscopo chinês, foi o ano da Cabra, começando a 19 de fevereiro.

| Evento                                                   | Data            | Hora  |
| -------------------------------------------------------- | --------------- | ----- |
| Aquário                                                  | 20 de janeiro   | 09:44 |
| Peixes                                                   | 18 de fevereiro | 23:50 |
| primavera no hemisfério norte e outono no hemisfério sul |                 |       |
| Carneiro/equinócio                                       | 20 de março     | 22:46 |
| Touro                                                    | 20 de abril     | 09:42 |
| Gémeos                                                   | 21 de maio      | 08:45 |
| verão no hemisfério norte e inverno no hemisfério Sul    |                 |       |
| Caranguejo/solstício                                     | 21 de junho     | 16:38 |
| Leão                                                     | 23 de julho     | 03:31 |
| Virgem                                                   | 23 de agosto    | 10:38 |
| Outono no Hemisfério Norte e Primavera no Hemisfério Sul |                 |       |
| Balança/equinócio                                        | 23 de setembro  | 08:21 |
| Escorpião                                                | 23 de outubro   | 17:47 |
| Sagitário                                                | 22 de novembro  | 15:26 |
| inverno no hemisfério norte e verão no hemisfério sul    |                 |       |
| Capricórnio/solstício                                    | 22 de dezembro  | 04:48 |

| UTC: Portugal Continental, Madeira, Guiné-Bissau e São Tomé e Príncipe Subtrair (-): 1 h nos Açores e Cabo Verde 2 h nas Ilhas oceânicas brasileiras 3 h em Brasília, em Goiás, na Amazônia Oriental Brasileira e no nordeste, sudeste e sul brasileiros 4 h na Amazônia Ocidental Brasileira, Mato Grosso e Mato Grosso do Sul 5 h no Acre e sudoeste do Amazonas Adicionar (+): 1 h em Angola e Guiné Equatorial 2 h em Moçambique 8 h em Macau 9 h em Timor-Leste. |
| Adicionar uma hora durante a vigência do horário de verão: Portugal Continental : De 29 de março a 25 de outubro de 2015 |

| Ano completo                        |
| ----------------------------------- |
| Ano comum com início à quinta-feira |

O ano teve mais um segundo que foi acrescentado à meia-noite do último dia de junho.
Neste ano, ocorreram diversas realizações esportivas, como os Jogos Pan-Americanos de 2015, em Toronto e a Copa do Mundo de Rugby de 2015, na Inglaterra, além do anúncio da cidade-sede dos Jogos Olímpicos de Inverno de 2022.
A Administração Nacional Oceânica e Atmosférica dos Estados Unidos anunciou que 2015 foi o ano mais quente desde 1880, ano em que começaram a existir registos.

## Eventos

### Janeiro
1 de janeiro
- Começa o segundo mandato de Dilma Rousseff, a presidente do Brasil.[3]
- Entra em vigor a União Econômica Eurasiática formada pela Rússia, Bielorrússia, Arménia, Cazaquistão e Quirguistão.
- Lituânia adota o Euro e torna-se o 19º Membro da Zona Euro.

7 de janeiro a 9 de janeiro
- Uma série de atentados terroristas ao jornal Charlie Hebdo, e um mercado judaico em Paris, deixa ao menos 19 mortos e 17 feridos, incluindo 3 dos terroristas. Uma policial também foi morta a tiros no sul da capital francesa. Foi o pior ataque terrorista da França desde a Segunda Guerra Mundial.
- Carro-bomba explode em uma rua em Villejuif, subúrbio de Paris, sem deixar feridos.

11 de janeiro

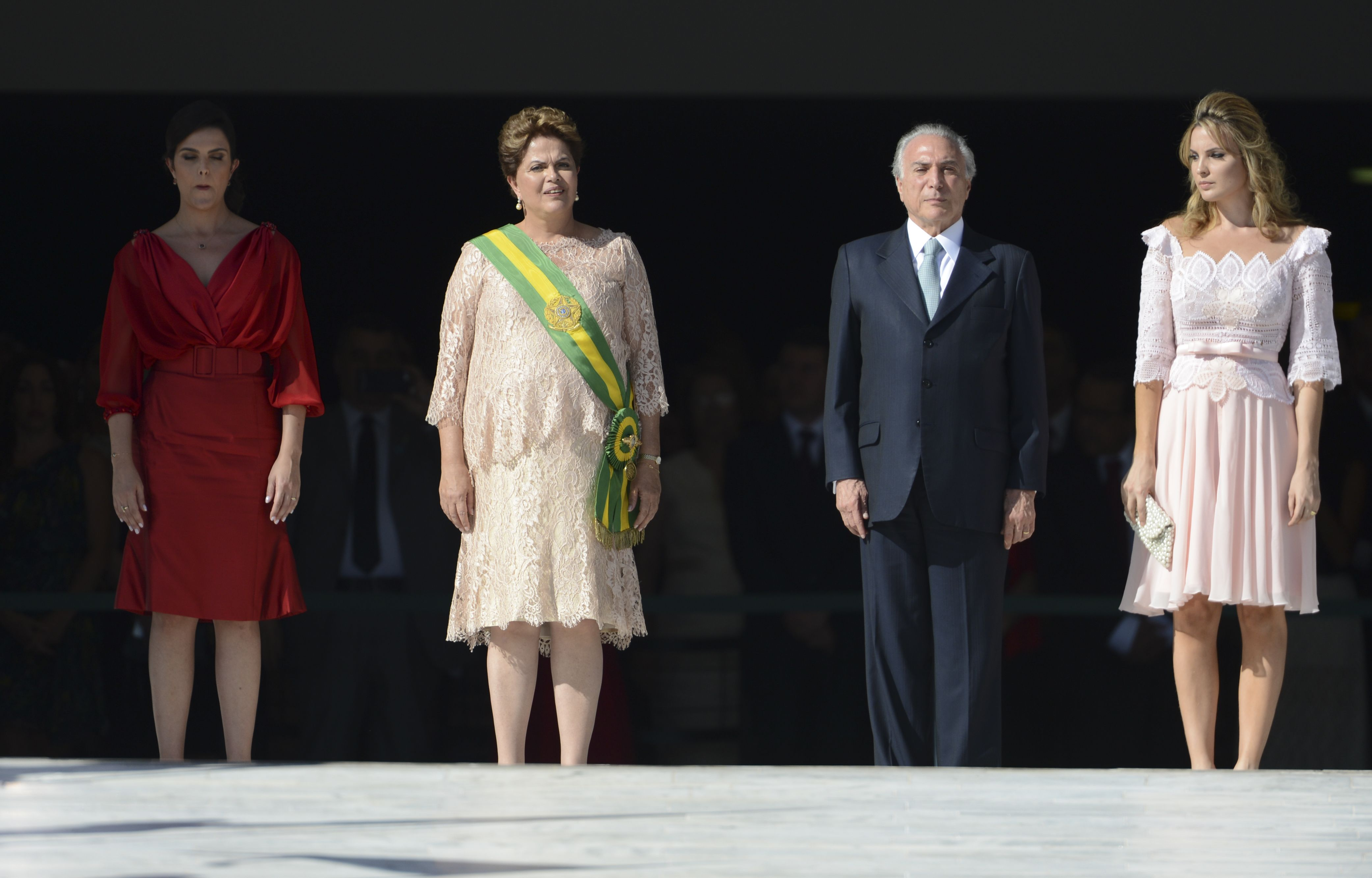
Começa o segundo mandato de Dilma Rousseff.

- Líderes mundiais e milhares de pessoas marcham em cidades francesas, em homenagem às vítimas dos atentados em Paris.
- Jornal alemão é atacado em Hamburgo, após publicar charges do Charlie Hebdo, sem deixar feridos.

12 de janeiro
- Cristiano Ronaldo ganha o prêmio da FIFA de melhor jogador de futebol do mundo em 2014.[4]

14 de janeiro
- O presidente da Itália, Giorgio Napolitano, renuncia ao cargo, após quase 9 anos de governo.

15 de janeiro
- Uma ação antiterrorista prende 12 pessoas e deixa 3 mortos, em Bruxelas, Bélgica. Segundo a polícia belga, o grupo planejava um grande atentado terrorista no país.

17 de janeiro

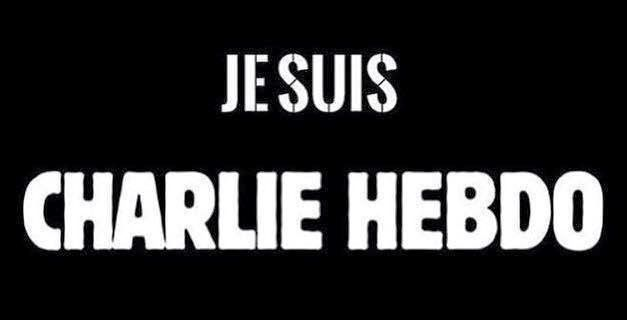
Charlie Hebdo

- O brasileiro Marco Archer é executado na Indonésia por volta das 0h30min horário local, 15h30mim horário de Brasília. Marco foi o primeiro brasileiro a ser executado no exterior, ele estava preso desde 2003 quando tentou entrar no país com 13,4Kg de cocaína.[5]

19 de janeiro
- Uma queda de energia elétrica atinge 11 estados brasileiros e o Distrito Federal por volta das 15h, devido à sobrecarga do sistema.[6]

24 de janeiro
- Estado Islâmico divulga vídeo com o refém japonês, Kenji Goto, mostrando a decapitação do seu compatriota, Haruna Yukawa. Grupo exigiu US$ 200 milhões pela libertação de ambos. Após o assassinato o ISIS exige a libertação de Sajida al-Rishawi pela vida de Kenji.

25 de janeiro
- Extrema-esquerda vence eleições na Grécia.[7]
- Paulina Vega, uma modelo colombiana, é coroada Miss Universo 2014, em Miami, Estados Unidos. Foi a segunda vez que o título fica com uma colombiana. A primeira vez foi em 1958, quando o concurso foi vencido por Luz Marina Zuluaga.

26 de janeiro
- Peshmerga reconquista a cidade de Kobani após 4 meses de conflitos contra o Estado Islâmico. Essa seria a maior derrota do grupo jihadista até então.

27 de janeiro
- Atentado contra Hotel de Luxo deixa oito mortos na Líbia. O Estado Islâmico reivindicou a autoria.

29 de janeiro
- Atentados contra forças do Egito deixam 25 mortos e 34 feridos no Sinai. O Estado Islâmico reivindicou a autoria.
- Estado Islâmico se expande para a Líbia.

31 de janeiro
- Estado Islâmico divulga vídeo em que mostra Jihadi John decapitando o refém japonês Kenji Goto. Essa seria a sua 10ª decapitação que assustou o mundo.[8]

### Fevereiro
1 de fevereiro
- A sonda da NASA Dawn sobrevoa o planeta anão Ceres.[9]

3 de fevereiro
- O Estado Islâmico aterroriza o mundo novamente. Em vídeo cinematográfico de 22 minutos, o grupo enjaula o piloto jordaniano, Muath al-Kasaesbeh, e depois o queima vivo. Governo da Jordânia prometeu vingança.

4 de fevereiro
- Em resposta ao vídeo macabro do Estado Islâmico, a Jordânia executa a terrorista iraquiana Sajida al-Rishawi.
- A presidente da Petrobras, Maria das Graças Foster e outros cinco diretores da empresa de petróleos renunciam.
- O voo GE235 da companhia TransAsia Airways cai no rio Jilong em Taipei, capital de Taiwan, minutos após a decolagem com 58 pessoas a bordo, deixando 15 passageiros feridos e mais de 40 mortos.[10]

8 de fevereiro
- Acontece a cerimônia de entrega do prêmio Grammy Awards (57ª edição).

15 de fevereiro
- Estado Islâmico divulga vídeo em que mostra a decapitação de 21 cristãos egípcios na Líbia.
- Ataques terroristas contra uma sinagoga e um café, deixa ao menos 2 mortos e 10 feridos, na capital dinamarquesa, Copenhague.

17 de fevereiro
- A Escola de Samba Vai-Vai vence o Carnaval de São Paulo, ganhando seu 15º título.

18 de fevereiro
- A GRES Beija-Flor de Nilópolis vence o Carnaval do Rio de Janeiro, ganhando seu 13º título.

22 de fevereiro
- Uma balsa naufraga em Bangladesh deixando mortos e desaparecidos.[11]
- Realizada a 87ª edição da cerimônia do Oscar 2015 tendo como vencedores: Birdman, melhor filme; Eddie Redmayne, melhor ator e Julianne Moore, melhor atriz.[12]

### Março
1 de março
- Tabaré Vazquez toma posse para o segundo mandato como presidente do Uruguai.
- A cidade de Rio de Janeiro completa 450 anos de fundação.

4 de março
- STF extingue a pena do ex-presidente do PT, José Genoino, condenado no processo do mensalão.[13]

9 de março
- Durante as filmagens do programa de reality show "Dropped" da TV francesa, dois helicópteros colidiram na província de La Rioja, Argentina, provocando a morte de 10 pessoas, entre as quais alguns medalhistas olímpicos.[14]

14 de março
- Ônibus cai em ribanceira na Serra Dona Francisca, em Joinville, no Norte catarinense, causando a morte de 51 pessoas, entre elas, 11 crianças, na maior tragédia rodoviária do estado.[15]

15 de março
- Acontecem por todo o Brasil os protestos de 15 de março, levando milhões de brasileiros às ruas pedindo reformas e o fim da corrupção no Governo Dilma Rousseff.

16 de março
- Em Sebastopol, comemorações celebraram o primeiro aniversário do "retorno" da Crimeia à Rússia, após a aprovação do referendo de 2014, ainda que considerado ilegal e ilegítimo por Kiev e países ocidentais.[16]
- A presidente Dilma Roussef sanciona o novo Código de Processo Civil.[17]

18 de março
- Atentado terrorista do Estado islâmico contra o maior museu de Túnis, capital da Tunísia, deixa 21 mortos, a maioria, turistas europeus, e 43 feridos.[18]

20 de março
- Ataques suicidas do Estado islâmico em mesquitas xiitas, em Saná, capital do Iémen, deixa ao menos 142 mortos e 351 feridos em estado grave.[19]

22 de março
- Após reformas ocorre a reinauguração da Mesquita do Brás, em São Paulo. A mesquita é a única xiita do Estado de São Paulo.[20][21]

24 de março
- O Airbus A320 (D-AIPX) que fazia o voo 4U9525 da companhia Germanwings com 150 pessoas a bordo, cai na região dos Alpes franceses, sem deixar sobreviventes.[22]

29 de março
- Eleições legislativas regionais na Região Autónoma da Madeira, Portugal.[23]

### Abril
2 de abril

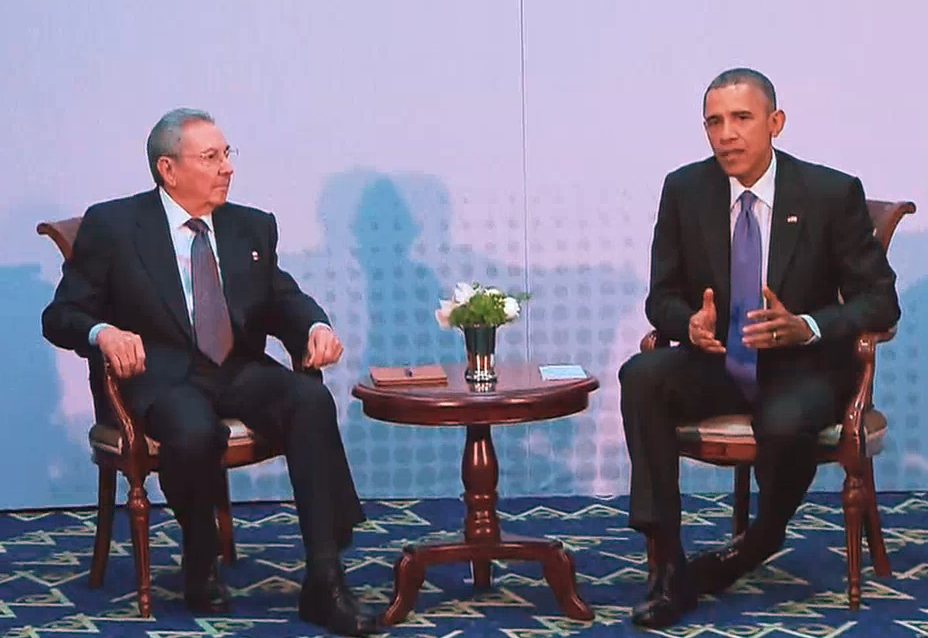
Barack Obama e Raúl Castro fazem encontro histórico no Panamá.

- Um atentado do grupo terrorista al-Shabaab a uma universidade na cidade de Garissa, no Quênia provoca a morte de 147 pessoas.[24]
- Acidente de helicóptero em Carapicuíba mata cinco pessoas, incluindo Thomaz Alckmin, filho caçula do governador do estado de São Paulo, Geraldo Alckmin.[25]

10 de abril
- Foi extinto o incêndio de extrema proporção, que iniciou-se no dia 2 de abril, atingindo seis tanques cheios de combustíveis, pertencentes à Ultracargo, em uma área industrial da cidade de Santos.[26]

11 de abril
- Barack Obama e Raúl Castro fazem encontro histórico na 7ª Cúpula das Américas, no Panamá, buscando o fim do embargo dos Estados Unidos a Cuba.[27]

14 de abril
- Lançamento do jogo Mortal Kombat X para Microsoft Windows, PlayStation 4 e Xbox One.

20 de abril
- Um tornado, com ventos que ultrapassaram a velocidade de 200 km/h, atinge a cidade catarinense de Xanxerê, deixando duas pessoas mortas e pelo menos mil desabrigados.[28]

25 de abril
- Um sismo de magnitude 7,8 na escala Richter, seguido de várias réplicas, atinge o Nepal, Índia, Paquistão e Bangladesh, deixando milhares mortos, sendo o Nepal o país mais atingido.

26 de abril
- A TV Globo completa 50 anos.

28 de abril
- Declarado estado de emergência em Baltimore, depois de horas de confrontos entre a polícia e manifestantes, que protestavam pela morte de um jovem negro por policiais.[29]

### Maio
2 de maio
- Nasce Carlota de Cambridge, o segundo filho de Kate Middleton e Príncipe William.

14 de maio
- O Plenário do Supremo Tribunal Federal reconhece o poder investigatório do Ministério Público do Brasil.

17 de maio
- Estado Islâmico conquista a cidade de Ramadi, no Iraque. Ataques da Coalizão Internacional, liderada pelos EUA, não surtiram efeito e soldados iraquianos tiveram que abandonar posições. É a maior vitória do grupo terrorista em 2015.

18 de maio
- Iraque e Síria perdem seus últimos pontos da fronteira (entre ambos) para o grupo terrorista Estado Islâmico.

20 de maio
- A revista britânica Nature publica a descoberta de que já se fabricavam ferramentas há mais de três milhões de anos.[30]

21 de maio
- Estado Islâmico conquista a cidade histórica de Palmira, na Síria. Com o avanço, o grupo jihadista controla mais de 50% do território sírio.

27 de maio
- Operação do FBI na Suíça, prende o ex-presidente da CBF José Maria Marin e outros dirigentes da FIFA.[31]

29 de maio
- Joseph Blatter é reeleito como presidente da FIFA.
- Atentado contra a mesquita xiita Al-Anoud deixa 2 mortos e vários feridos no leste da Arábia Saudita. Estado Islâmico assumiu a autoria do ataque.

### Junho
2 de junho
- Joseph Blatter renuncia à presidência da FIFA e convoca novas eleições.[32]

6 de junho
- Futbol Club Barcelona conquista a sua quinta Liga dos Campeões da UEFA sobre a Juventus Football Club no Estádio Olímpico de Berlim.
- Tem início a Copa do Mundo de Futebol Feminino de 2015 no Canadá.

11 de junho
- Tem início a 44ª edição da Copa América de Futebol, com a cerimônia de abertura e o jogo inicial entre Chile e Equador.
- 24 de junho

26 de junho
- Atentados terroristas no Kuwait, na França e na Tunísia deixam dezenas de mortos e centenas de feridos.

30 de junho
- A Grécia é o primeiro país desenvolvido a não pagar dívida com o FMI.[33]
- Foi inserido um segundo intercalar às 20h59min60 UTC-3 (horário de Brasília), às 00h5min60 UTC+1 (1 de julho em Lisboa) e 23h59min60 UTC.[34]

### Julho
3 de julho

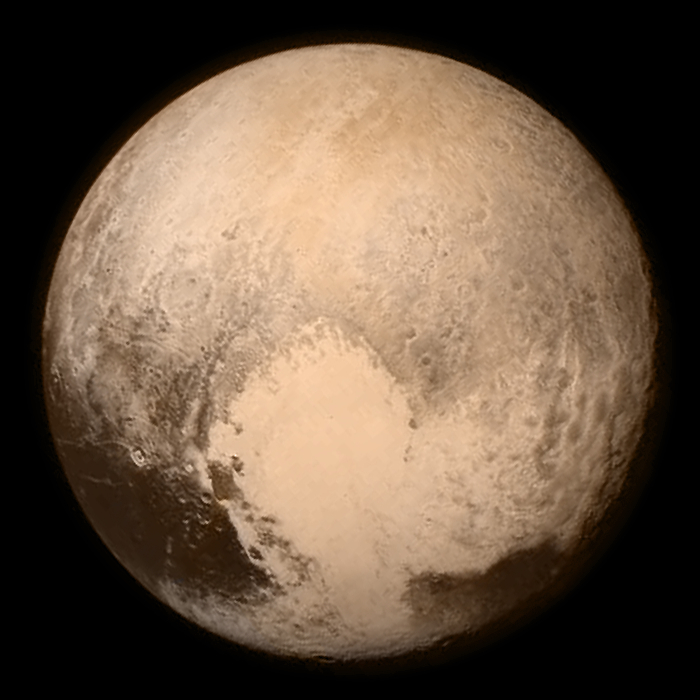
Nasa envia sonda que sobrevoa Plutão.

- É iniciada a Universíada de Verão de 2015 na cidade de Gwangju na Coreia do Sul.

4 de julho
- A seleção chilena de futebol é a campeã da 44ª edição da Copa América de Futebol.

5 de julho
- A seleção feminina de futebol dos EUA é a campeã da Copa do Mundo de Futebol Feminino de 2015 no Canadá.
- Em plebiscito os gregos decidem não pagar suas dívidas com credores internacionais.[35]

10 de julho
- Iniciam os Jogos Pan-Americanos de 2015 na cidade de Toronto, no Canadá.

13 de julho
- Grécia não é retirada da zona do euro e países do bloco chegam em acordo para liberar o terceiro pacote de ajuda econômica ao país.[36]

14 de julho
- A sonda da NASA New Horizons sobrevoou o planeta anão Plutão e sua maior lua Caronte.[37]
- É encerrada a Universíada de Verão de 2015 na cidade de Gwangju na Coreia do Sul.
- A Polícia Federal e a Procuradoria-Geral da República realizaram a Operação Politeia, com o cumprimento de 53 mandados de busca e apreensão em casas e gabinetes de políticos envolvidos no esquema de corrupção da Petrobras. Os senadores Ciro Nogueira e Fernando Collor estavam entre os alvos da operação. Na Casa da Dinda, que foi residência oficial da Presidência da República durante o Governo Collor, foram apreendidos um Porsche, um Lamborghini e uma Ferrari.[38]

23 de julho
- Descoberta do exoplaneta Kepler-452b a uma distância de 1 400 anos luz da Terra.

26 de julho
- Encerram-se os Jogos Pan-Americanos de 2015 na cidade de Toronto no Canadá.

29 de julho
- A Microsoft lança seu novo sistema operacional, o Windows 10.

31 de julho
- Ocorre o fenômeno da Lua Azul que teve seu último registro em agosto de 2012 e a próxima ocorrência será em janeiro de 2018.[39]

### Agosto
6 de agosto
- Em protesto ao governo do Brasil, parte do país parou para vaias, gritos e "panelaço" durante a apresentação do programa eleitoral do PT em rede nacional de rádio e televisão, do qual participaram a presidente Dilma Rousseff e o ex-presidente Luiz Inácio Lula da Silva.[40]

8 de agosto
- Tufão Soudelor causa destruição, feridos e mortes em Taiwan.

9 de agosto
- Ocorrem eleições primárias na Argentina que definirão os candidatos a disputa presidencial de outubro.

10 de agosto
- Um atentado contra uma delegacia de polícia e o consulado americano em Istambul, na Turquia, causa destruição e mortes.

16 de agosto
- Ocorrem manifestações contra o governo do PT pedindo a saída da presidente por impeachment, cassação ou renúncia, em mais de 200 cidades brasileiras.[41]

26 de agosto
- A repórter Alison Parker e o cinegrafista Adam Ward, jornalistas de uma TV afiliada à rede norte-americana CBS, foram mortos a tiros, enquanto faziam uma entrevista ao vivo no estado da Virgínia, nos Estados Unidos, por um ex-funcionário que morreu ao atirar em si mesmo após perseguição policial.[42]

### Setembro
9 de setembro
- A rainha Elizabeth II se tornou a monarca com o maior reinado na história britânica.[43]

18 de setembro
- Começa a Copa do Mundo de Rugby de 2015 na Inglaterra.

28 de setembro
- Eclipse lunar total visível nas Américas, África, oeste da Ásia e leste do Pacífico.

28 de setembro
- Nasa anuncia a descoberta de água líquida no planeta Marte.[44]
- A Rússia começa bombardeios contra o Estado Islâmico.[45]

### Outubro
4 de outubro
- Eleições Legislativas em Portugal, resultaram na vitória da Coligação Portugal à Frente (PSD/CDS) com maioria relativa.[46]

7 de outubro
- Os Estados Unidos realizam um ataque contra um hospital onde atuava a organização Médicos sem Fronteiras, no Afeganistão, deixando dezenas de mortos entre profissionais e pacientes. O ataque, cujos detalhes não ficaram totalmente esclarecidos, foi considerado um erro e crime de guerra.[47]

8 de outubro
- NASA encontra água congelada e céu azul em Plutão.[48]

10 de outubro
- Atentado terrorista em Ancara causa 102 mortes e mais de 400 feridos, tornando-se no mais mortífero atentado na Turquia.

22 de outubro
- Petrobras vende Gaspetro por 49% do valor R$ 1,9 bilhão para a Mitsui.[49]

23 de outubro
- Furacão Patricia atinge a costa mexicana do Oceano Pacífico, como um dos mais fortes furacões da história, com ventos atingindo velocidade de 325 km/h (202 mph).

25 de outubro
- Ocorre o primeiro turno da eleição presidencial na Argentina.

29 de outubro
- Bidhya Devi Bhandari torna-se a primeira mulher a assumir a presidência do Nepal.

31 de outubro
- Voo da Kogalymavia, companhia aérea russa, que seguia do Egito para a Rússia, caiu na região do Sinai matando todas as 224 pessoas a bordo.

### Novembro
1 de novembro
- Partido da Justiça e Desenvolvimento, liderado por Ahmet Davutoğlu, recupera maioria na Grande Assembleia Nacional da Turquia após rápidas eleições gerais.

4 de novembro
- Victor Ponta, primeiro-ministro da Romênia, demite-se após incêndio da discoteca Colectiv.

5 de novembro
- Rompimento de barragem em Mariana, Minas Gerais, deixa 18 mortos[50] e se torna o maior desastre ambiental da história do Brasil após a lama alcançar o curso do rio Doce e posteriormente, nas semanas seguintes, o oceano Atlântico.[51]

10 de novembro
- A Assembleia da República Portuguesa aprova uma moção de rejeição ao programa do XX Governo Constitucional liderado por Pedro Passos Coelho, derrubando o governo.[52]

12 de novembro

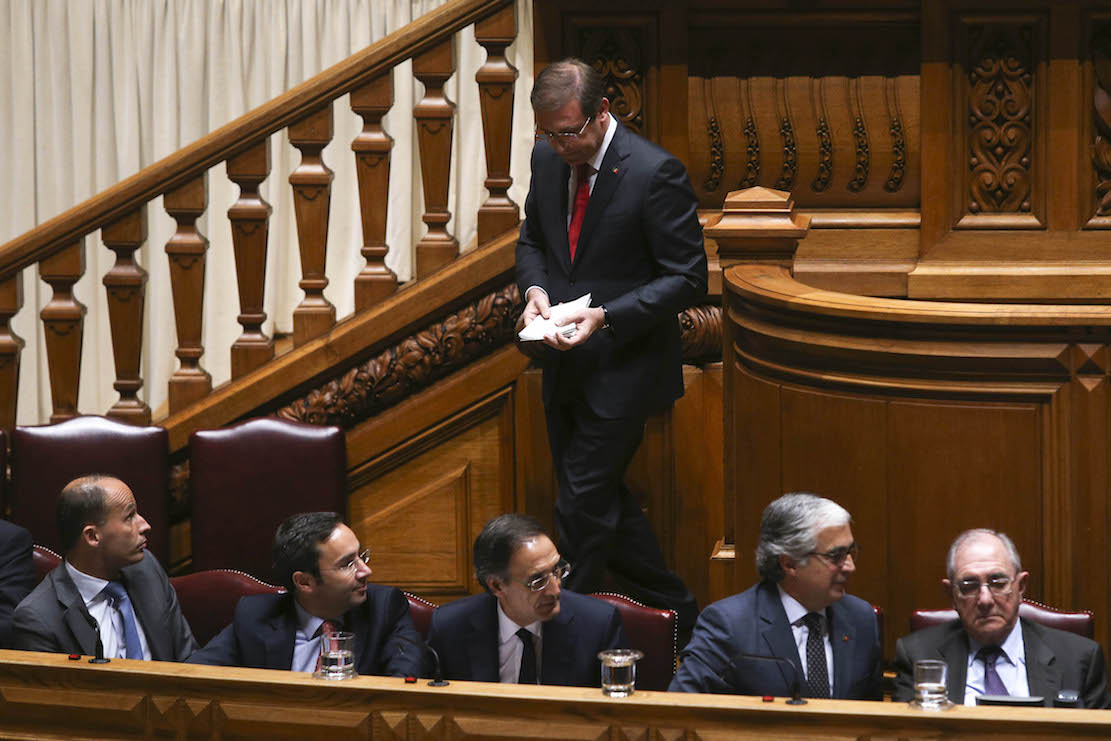
O primeiro-ministro, Pedro Passos Coelho, no Parlamento no dia da queda do seu governo.

- Atentados em Beirute no Líbano resultam em 43 mortes.

13 de novembro
- Atentados em Paris, reivindicados pelo Estado Islâmico em retaliação a ataques franceses na Síria, deixam mais de uma centena de mortos.

20 de novembro
- Atentados em Bamako no Mali resultam em 22 mortes.

21 de novembro
- O Democrata John Bel Edwards é eleito Governador da Luisiana com 56,1% dos votos, derrotando o seu rival Republicano David Vitter que ficou com 43,9% dos votos.

22 de novembro
- Mauricio Macri é eleito presidente da Argentina.

24 de novembro
- Guerra civil síria: a Força Aérea da Turquia derruba um avião de caça russo no primeiro caso de um membro da OTAN destruindo uma aeronave russa desde os anos 1950.[53]

26 de novembro
- Toma posse o XXI Governo Constitucional de Portugal, liderado pelo primeiro-ministro António Costa.

### Dezembro
2 de dezembro
- Foi acolhido pela Câmara dos Deputados do Brasil, o pedido de impeachment da presidente Dilma Rousseff.

8 de dezembro
- Instituído o Jubileu Extraordinário da Misericórdia pelo Papa Francisco.[54][55]

10 de dezembro
- Assassinato da menina Brasileira Beatriz Angélica Mota, morta no dia 10 de dezembro de 2015 na escola onde estudava em Petrolina Pernambuco (Caso Beatriz Angélica)

12 de dezembro
- Em uma luta histórica, o irlandês Conor McGregor venceu o brasileiro José Aldo em apenas 13 segundos, faturando assim, o Cinturão Peso Pena do UFC.

21 de dezembro
- Incêndio atinge o Museu da Língua Portuguesa em São Paulo.

28 de dezembro
- Petrobras concluiu a venda de 49% por R$ 1,93 bilhão da Gespetro para Mitsui.[56]

## Mortes
- 29 de janeiro - Rod McKuen, poeta, cantor, e compositor americano (n. 1933).
- 12 de fevereiro - Tomie Ohtake, artista plástica nipo-brasileira.[57]
- 16 de fevereiro - Lesley Gore, cantora americana
- 21 de fevereiro - David Miranda, missionário e fundador da Igreja Pentecostal Deus é Amor.
- 22 de fevereiro - Renato Rocha, baixista da banda brasiliense Legião Urbana.
- 27 de fevereiro - Leonard Nimoy, personagem Spock de Jornada nas Estrelas.[58]
- 3 de março - Vital Dias, o baterista da banda Paralamas do Sucesso, brasileiro.
- 3 de março - José Rico cantor brasileiro.
- 8 de março - Inezita Barroso, cantora brasileira.[59]
- 26 de março - Jorge Loredo, ator e humorista brasileiro.
- 2 de abril - Manoel de Oliveira, cineasta português.[60]
- 28 de abril - Antônio Abujamra - ator e diretor brasileiro.[61]
- 15 de maio - B.B. King, cantor de blues norte-americano.[62]
- 23 de maio - John Forbes Nash, matemático, ganhador do Prêmio Nobel, norte-americano.[63]
- 7 de junho - Christopher Lee, ator e cantor.
- 9 de junho - James Last, líder de big band e compositor alemão.
- 24 de junho - Cristiano Araújo, cantor sertanejo brasileiro.
- 16 de julho - Alcides Ghiggia, O ex-jogador uruguaio.[64]
- 25 de julho - Robin Phillips, ator e diretor de cinema inglês (n. 1940).
- 10 de novembro - Helmut Schmidt, ex-chanceler da Alemanha Ocidental.
- 5 de dezembro - Marília Pêra, atriz brasileira.
- 21 de dezembro - Flávio Basso, cantor, compositor e cineasta brasileiro

## Evento ocorrido em data incerta

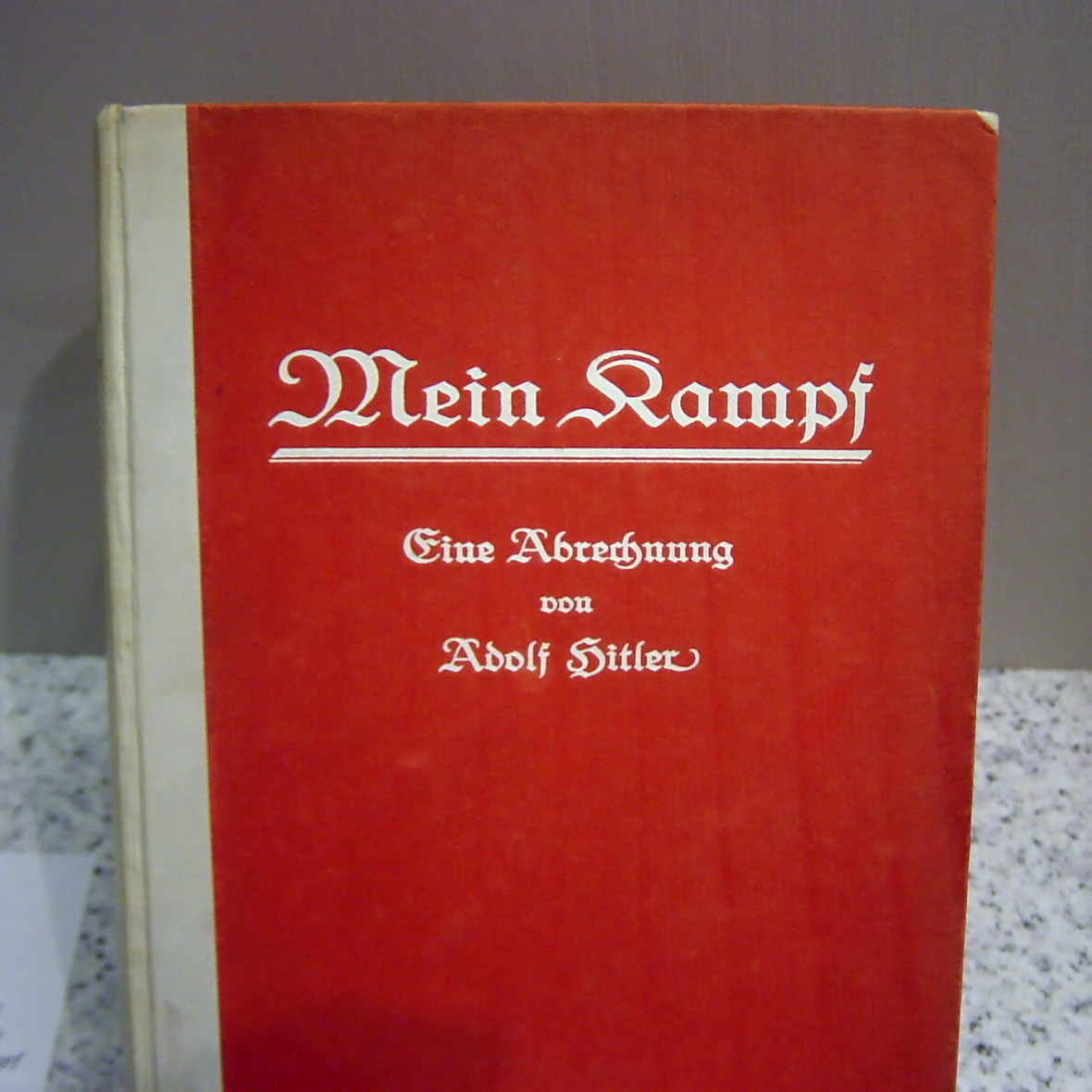
Capa da primeira edição do livro Mein Kampf.

- Expirou o copyright do livro Mein Kampf, de Adolf Hitler.[65]

## Epacta e Idade da Lua
| Epacta gregoriana | 10 (X)  |
| Idade da Lua      | Letra k |

## Por tema
- 2015 no Brasil
- 2015 na ciência
- 2015 no cinema
- Desastres em 2015
- 2015 no desporto
- 2015 na literatura
- Mortes em 2015
- 2015 na música
- 2015 em Portugal
- 2015 no teatro
- 2015 na televisão